# Код ATVK
Код ATVK (латыш. Administratīvo teritoriju un teritoriālo vienību klasifikators, в переводе Классификатор административных территорий и территориальных единиц) — цифровой код, разработанный Центральным статистическим управлением Латвийской Республики для обозначения территориальных единиц в соответствии с действующим административно-территориальным делением государства.
Каждому объекту классификатор присваивает уникальный 7-значный цифровой код, который может заменять название объекта в статистической документации.

## Объекты классификатора
- Объекты первого уровня:
  - города республиканского подчинения — 10
  - края — 36

- Объекты второго уровня:
  - города краевого подчинения — 71
  - волости — 512

## Примеры
- 0130000 — Юрмала, город республиканского подчинения
- 0429300 — Вецпиебалгский край
- 0901211 — Кандава, город краевого подчинения
- 0440262 — Калупская волость